# Tribunal d'Ordre Públic
El Tribunal d'Ordre Públic, també conegut com a TOP, fou una instància judicial especial existent en la fase final del franquisme. Tenia la missió de reprimir les conductes que sota aquest règim dictatorial eren considerades delictes polítics i garantir l'estabilitat del règim franquista.
Fou creat a Madrid el 2 de desembre de 1963 com a continuació del Tribunal Especial de Repressió de la Maçoneria i del Comunisme i tenia jurisdicció sobre tot Espanya. S'hi jutjaven els delictes contra l'ordre públic, en especial els de caràcter político-social, contra la seguretat exterior de l'estat, contra el consell de ministres i contra la forma de govern, és a dir, el que es considerava sedició, rebel·lió, desordres públics i propaganda il·legal.
Al llarg dels seus gairebé catorze anys de funcionament van ser encausats i condemnats milers de ciutadans. Processos com el famós Procés 1001, contra destacats dirigents del sindicat Comissions Obreres, van correspondre al TOP.
Fou dissolt el 1977 per un decret de Joan Carles I i reconvertit en l'Audiència Nacional.